# Ла Вија (Тексас)
Ла Вија (енгл. La Villa) град је у америчкој савезној држави Тексас. По попису становништва из 2010. у њему је живело 1.957 становника.

## Демографија
Према попису становништва из 2010. у граду је живело 1.957 становника, што је 652 (50,0%) становника више него 2000. године.
| Група             | 2000.         | 2010.         |
| Белци             | 25 (1,9%)     | 45 (2,3%)     |
| Афроамериканци    | 1 (0,1%)      | 18 (0,9%)     |
| Азијати           | 0 (0,0%)      | 3 (0,2%)      |
| Хиспаноамериканци | 1.280 (98,1%) | 1.897 (96,9%) |
| Укупно            | 1.305         | 1.957         |